# Letteratura sapienziale
La letteratura sapienziale è un genere letterario che fu alquanto diffuso nell'Antico Egitto; il termine egizio sebayt che la identifica viene solitamente tradotto in italiano con insegnamenti o istruzioni. Si trattava di componimenti di genere sapienzale costituiti da istruzioni, suggerimenti, consigli e raccomandazioni rivolti a un giovane.
I componimenti più antichi, come quelli di Kagemni, Ptahhotep, Kheti, Amenemhat I e quello rivolto al re Merikara risalgono addirittura ad un'epoca che va dal 2770 a.C. circa al 2080 a.C. circa. Gli Insegnamenti di Ani, Amenemope, Ankhsheshonqi e del Papiro Insinger risalgono invece ad un periodo che va dal 1950 a.C. circa fino all'VIII secolo a.C. circa. 
Per dare maggiore importanza agli insegnamenti dei testi si inseriva sempre il nome dell'autore, sia esso reale o fittizio. Genericamente si tratta di consigli che un uomo esperto e maturo dà a un giovane.
Un esempio piuttosto noto è l'Insegnamento di Kheti, detto anche Satira dei mestieri, in cui lo scriba Kheti illustra al figlio quanto il mestiere di scriba sia preferibile a tutti gli altri, mettendone in luce aspetti come la pulizia, la comodità e l'agio, rispetto agli altri mestieri manuali o umili che invece lo costringerebbero alla fatica, allo stare nel fango o nella puzza e ad accontentarsi di una scarsa retribuzione.